# Copa Africana de Naciones Femenina 2026
La Copa Africana de Naciones Femenina de 2026, comúnmente conocida como WAFCON 2026, (en inglés: Women's Africa Cup of Nations Morrocco 2026; en francés: Coupe d'Afrique des nations féminine 2026) será la 14.ª edición, (16.ª edición si se incluyen los torneos sin anfitriones), organizado por la CAF para los equipos nacionales femeninos de África. El torneo se llevará a cabo en Marruecos por tercera vez consecutiva.

## Formato de competición
El torneo consistirá en tres grupos de 4 equipos donde los 2 mejores de cada grupo y 2 mejores terceros avanzarán a la segunda ronda. Los ocho mejores equipos se medirán en encuentros de eliminación directa; cuartos de final, semifinales, partido por el 3.º lugar y final.

## Equipos participantes
| Equipos participantes | Equipos participantes | Equipos participantes | Equipos participantes |
| --------------------- | --------------------- | --------------------- | --------------------- |

## Sorteo
La fecha del sorteo final se definirá durante el año 2025.

## Clasificadas alMundial de Brasil 2027
Los siguientes cuatro equipos de la CAF se clasificarán para la Copa Mundial Femenina de la FIFA 2027. Dos equipos más pueden clasificarse a través del torneo de repesca intercontinental.
| Bandera de ?        | Bandera de ?        | Bandera de ?        | Bandera de ?        |
| Por definir         | Por definir         | Por definir         | Por definir         |
|                     |                     |                     |                     |
|                     |                     |                     |                     |
| Clasificado: -/-/26 | Clasificado: -/-/26 | Clasificado: -/-/26 | Clasificado: -/-/26 |